# Konstantin Shumov
Konstantin Shumov est un joueur finlandais de volley-ball né le 15 février 1985 à Varkaus (Finlande orientale). Il mesure 2,05 m et joue central. Il totalise 63 sélections en équipe de Finlande.

## Clubs

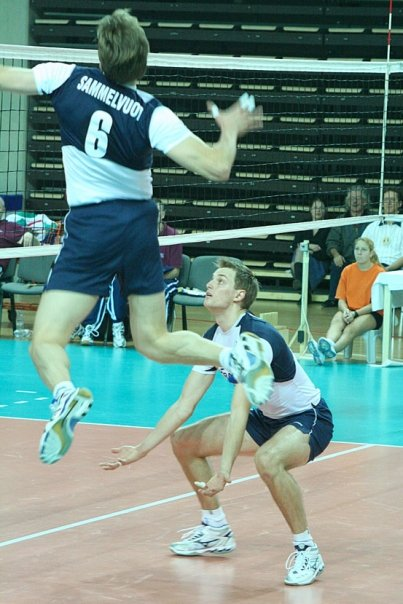
Shumov au soutien de Sammelvuo

| Club               | Pays     | De        | À         |
| ------------------ | -------- | --------- | --------- |
| Keski-Savon Pateri | Finlande | 2003-2004 | 2005-2006 |
| Fenice Isernia     | Italie   | 2006-2007 | 2006-2007 |
| Prisma Tarente     | Italie   | 2007-2008 | 2007-2008 |
| Callipo Sport      | Italie   | 2008-2009 | 2008-2009 |